# Bogurodzica (film)
Bogurodzica – polski film fabularny z 1939 roku.
Film jest kontynuacją Pod Twoją obronę opowiada o dalszych losach polskich lotników. Nie miał premiery. Był wyświetlany prawdopodobnie po wrześniu 1939 roku.

## Obsada
- Maria Bogda
- Tekla Trapszo
- Adam Brodzisz
- Tamara Wiszniewska
- Kazimierz Junosza-Stępowski
- Leon Łuszczewski
- Władysław Walter
- Stanisław Woliński